# Прапор Карвинівки
Пра́пор Карви́нівки — офіційний символ села Карвинівка Романівського району Житомирської області, затверджений 1 червня 2011 р. рішенням Карвинівської сільської ради.

## Опис
Квадратне полотнище розділене на чотири рівновеликі частини зеленого, червоного та синього кольорів. У верхньому полі від древка на зеленому фоні жовті квітки хмелю з листям, у нижньому з вільного краю полі на зеленому тлі жовтий кущ полуниці з білим цвітом, верхнє поле з вільного краю червоне, а нижнє від древка — синє.
Автори — І. Д. Янушкевич, Л.Козаченко.